# Ișalnița (gmina)
Ișalnița – gmina w Rumunii, w okręgu Dolj. Obejmuje tylko jedną miejscowość Ișalnița. W 2011 roku liczyła 3770 mieszkańców.